# Vértes György (író)
Vértes György (Budapest, 1902. december 21. – Budapest, 1976. február 9.) író, szerkesztő, könyvtáros.

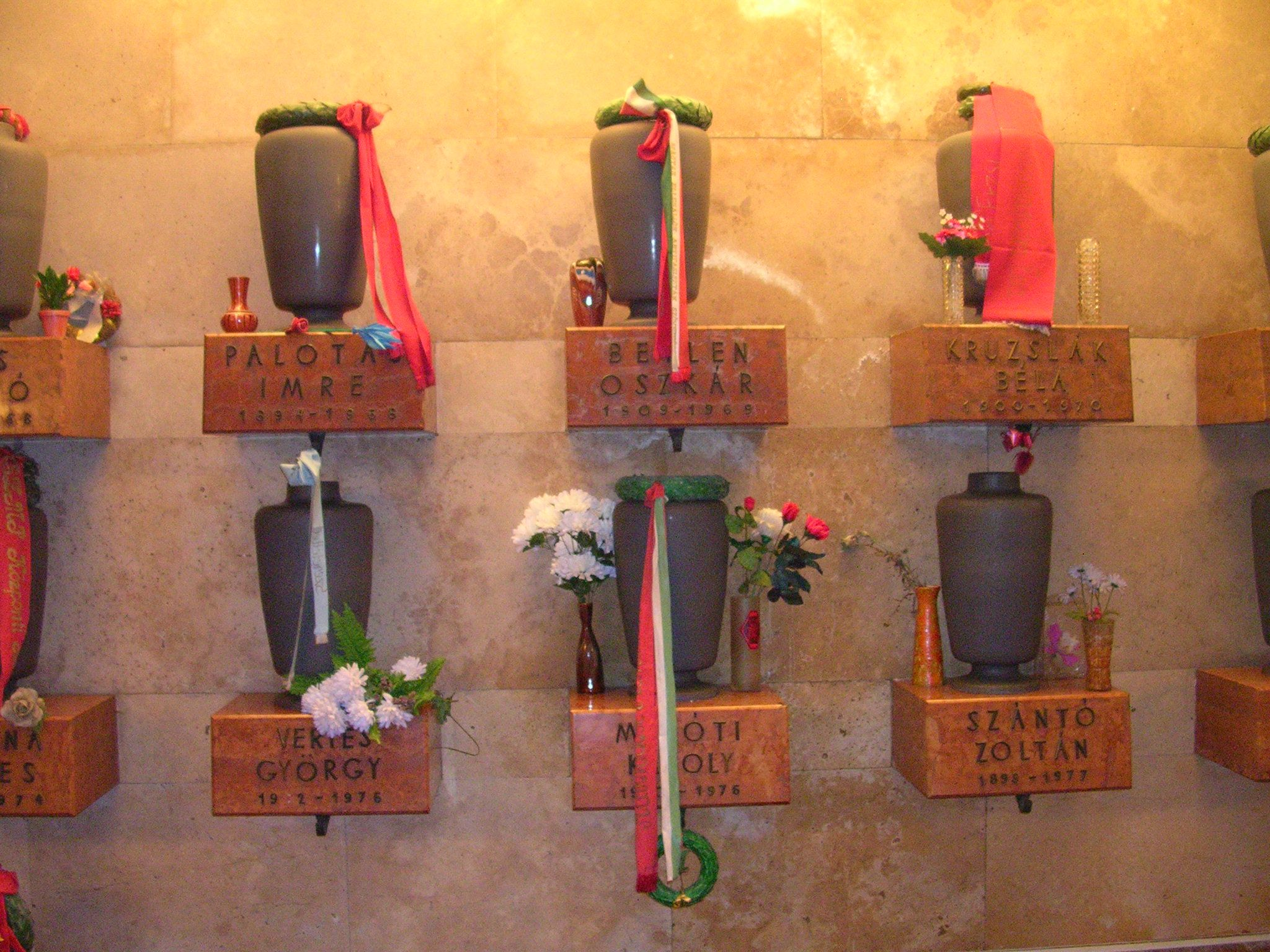
Urnája a Fiumei úti sírkert Munkásmozgalmi mauzóleumában, 2005-ben

## Élete
Vértes (Wassermann) Emil női divatáru kereskedő és Goldberger Irma (1882–1963) fia. A Tanácsköztársaság idején a Szocialista Középiskolás Diákok Országos Szövetsége direktóriumának tagja volt. Bécsben és Prágában folytatott vegyészmérnöki tanulmányokat. Hazatérése után három évig munkanélküli volt, majd a Magyar–Jugoszláv Gazdasági Kamaránál helyezkedett el. 1929-től lett az illegális kommunista párt (KMP) tagja. Egyik alapítója volt a Szocialista Képzőművészek Csoportjának.
1936 januárjától 1937. novemberi letartóztatásáig szerkesztette a Gondolat című folyóiratot, a KMP legális kiadványát.
Hároméves fegyházbüntetésének letöltése után újra bekapcsolódott az illegális munkába. 1944-ben részt vett az ellenállási mozgalomban.
A felszabadulás után a Szakszervezetek Országos Tanácsa (SZOT) sajtóosztályát vezette és a Szakszervezeti Közlönyt szerkesztette. 1946 és 1950 között a Fórum című irodalmi, társadalomtudományi és kritikai folyóirat szerkesztője Lukács György mellett. 1949-től töltötte be az Országos Könyvhivatal elnöki posztját. 1952-től 1971-ig, nyugállományba vonulásáig az Országgyűlési Könyvtár igazgatója volt.
Írásai különböző folyóiratokban és napilapokban jelentek meg. Irodalomtörténeti és párttörténeti szempontból egyaránt fontos, de sokat vitatott műve a József Attila és az illegális kommunista párt 1964-ben jelent meg.
Házastársa Neuwirth Gusztáv és Schiller Kornélia lánya, Anna volt, akivel 1931. november 29-én Budapesten, az Erzsébetvárosban kötött házasságot.

## Művei
- Szerk.: A Magyar Tanácsköztársaság Kiadványai (bibliográfia), Budapest, 1958
- Goldmann György, MTA Irodalomtörténeti Intézet, Budapest, 1959, 158 oldal
- József Attila és az illegális kommunista párt, Magvető Könyvkiadó, Budapest, 1964, 175 oldal

## Díjai, elismerései
- Magyar Szabadság Érdemrend ezüst fokozata (1948)
- Magyar Köztársasági Érdemrend kiskeresztje (1948)
- Munka Érdemrend (1955, 1958)
- A Munka Vörös Zászló Érdemrendje (1962)
- Munka Érdemrend arany fokozata (1972)